# Javier Azagra Labiano
Javier Azagra Labiano  (Pamplona, 24 de enero de 1923 - Murcia, 16 de noviembre de 2014) fue un sacerdote y obispo español que se desempeñó como Obispo de Cartagena, entre 1978 y 1998.

## Biografía
Javier nació el 24 de enero de 1923, en Pamplona, Navarra, España. 
Tras estudiar en el seminario de su ciudad natal. fue ordenado presbítero el 23 de julio de 1950.
En 1951 se obtuvo la licenciatura en Teología, por la Universidad Pontificia de Salamanca.
Posteriormente obtuvo el título de Derecho canónico en la Pontificia Universidad Gregoriana de Roma en 1954. Este año regresó a Navarra donde desempeñó labores eclesiales en Caparroso y Tafalla hasta 1958.
Tras pasar al depender del Obispado de Pamplona, fue consiliario diocesano de JACE y del Movimiento Rural. 
Marchó a Málaga en 1967 donde fue vicario episcopal hasta el año siguiente, regresando a la capital navarra, donde fue vicario diocesano de Pastoral hasta 1970. 
En la Conferencia Episcopal Española fue miembro de las Comisiones Espiscopales de Migraciones entre 1972 y 1978.

## Episcopado

### Obispo Auxiliar
El 17 de julio de 1970 fue nombrado Obispo Auxiliar de Cartagena. 

### Obispo diocesano
El 26 de septiembre de 1978 fue nombrado Obispo de Cartagena, permaneciendo en ella hasta que el 20 de febrero de 1998 fue aceptada su renuncia por razones de edad. 
Durante este tiempo fue miembro de la comisión de Apostolado Seglar (1978 a 1999) y Obispo responsable de la Pastoral de la Juventud, entre 1984 y 1999.
Plenamente enraizado en la Región de Murcia, recibió numerosas muestras de aprecio como Hijo Predilecto de Murcia, Cartagena y Molina de Segura; Abuelo del Año; Gigantero de Honor en Abarán; y doctor honoris causa de la Universidad Católica de Murcia.
Fue enterrado en la capilla del Sagrado Corazón de Jesús de la Catedral de Murcia.